# 알렉산드르 넵스키 (배우)

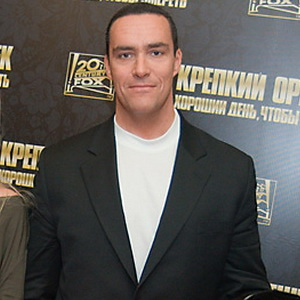

알렉산드르 넵스키(러시아어: Александр Александрович Курицын, 1971년 7월 17일 ~ )는 소련의 배우, 각본가, 감독, 영화 프로듀서, 영화 감독, 텔레비전 배우이다.
모스크바에서 태어났다.

## 영화
- 쇼다운 인 마닐라 (2016년) - 닉 역
- 블랙 로즈 (2014년) - 블라디미르 역
- 매직 맨 (2010년)
- 썸웨어 (2010년)
- 트레저 레이더스 (2007년)
- 모스크바 히트 (2004년) - 블라드 스테파노브 역
- 언디스퓨티드 (2002년)